# بطولة امريكا المفتوحة 2017 - فردي سيدات
كانت انجليك كيربر حاملة اللقب لكرة المضرب ولكنها خسرته أمام ناومي أوسكا في الجولة الأولي، وستؤدي هذه الخسارة إلي جعل كيربر خارج المراكز العشرة الأولي في تصنيف الاتحاد الدولي للتنس للمرة الأولي منذ عام 2015.
تظل كلاً من جاربين موجوروزا وإيلينا سفيتولينا وكارولينا بليسكوفا في المنافسة على البطولة رقم 1 ترتيب فردي عند انتهاء يوم 6، تحصل موجوروزا على أكبر عدد من النقاط بعد فوزها بالجولة الثالثة، ومن أجل الحصول على فرصة للتفوق على موجوروزا والوصول إلي (أو الاحتفاظ ب) المركز الأعلي يجب علي سفيتولينا الوصول إلي الدور قبل النهائي على الأقل، ويجب على بليسكوفا الوصول إلي المباراة النهائية.
وهذا أول ظهور لماريا شارابوفا الحاصلة على البطولة الكبري (الجراند سلام) منذ بطولة أستراليا المفتوحة عام 2016 عقب تعليق لانتهاكها قواعد مكافحة المنشطات. وقد منحت شارابوفا بطاقة تأهل في السحب الرئيسي والشروع في الأسبوع الثاني للبطولة.
ولم تميز البطولة الكبري الأولي  منذ بطولة أستراليا المفتوحة لعام 2006 اللاعبة تسزفيتانا بيرونكوفا وانتهت سلسلة انتصاراتها المكونة من 47 بطولة متتالية من الجراند سلام.

## Seeds
كارولينا بلسكوفا
02.    سيمونا هاليب (First round)
03.    غاربيني موغوروزا
04.    يلينا سفيتولينا
05.    كارولين فوزنياكي (Second round)
06.    أنجليك كيربر (First round)
07.    جوانا كونتا (First round)
08.    سفتلانا كوزنتسوفا (Second round)
09.    فينوس ويليامز
10.    أنيشكا رادفانسكا (Third round)
11.    دومينيكا سيبولكوفا (Second round)
12.    يلينا أوستابينكو (Third round)
13.    بيترا كفيتوفا
14.    كريستينا ملادينوفيتش (First round)
15.    ماديسون كيز
16.    أناستازيا سيفاستوفا
17.    إيلينا فيسنينا (Third round)
18.    كارولين غارسيا (Third round)
19.    أنستازيا بافليوتشينكوفا (First round)
20.    كوكو فانديواغ
21.    آنا كونجوه (First round)
22.    بينغ شواي (Second round)
23.    باربورا ستريكوفا (Second round)
24.    كيكي بيرتينس (First round)
25.    داريا غافريلوفا (Second round)
26.    أنيت كونتافيت (First round)
27.    شواي تشانغ (Third round)
28.    لسيا تسورينكو (First round)
29.    ميريانا لوشيتش (Second round)
30.    جوليا جورجيس
31.    ماغدالينا ريباريكوفا (Third round)
32.    لورين ديفيس (First round)}}قالب:Seeds explanation

## Draw

### مفتاح
- Q = متأهل Qualifier
- WC = وايلد كارد Wild Card
- LL = خاسر محظوظ Lucky Loser
- Alt = بديل Alternate
- SE = Special Exempt
- PR = تصنيف محمي Protected Ranking
- w/o = فوز سهل Walkover
- r = انسحاب Retired
- d = Defaulted
- SR = Special ranking
- ITF = ITF entry
- JE = Junior exempt